# Dick Butkus Award
Le Dick Butkus Award ou Butkus Award, a été créé en 1985. Il s'agit un prix décerné chaque année au meilleur linebacker de l'année évoluant au niveau collège, universitaire et professionnel en football américain. 
Le prix fait référence au linebacker Dick Butkus intronisé au College Football Hall of Fame et au Pro Football Hall of Fame. Il est organisé par la Fondation Butkus, une association sans but lucratif dont les bénéfices sont reversés à diverses sociétés activité en relation avec la santé et le bien-être dont entre autres le programme antidopage "I Play Clean". Ce prix a été organisé jusqu'en 2008 par le Downtown Athletic Club d'Orlando.
Traditionnellement, cette récompense était uniquement décernée au meilleur linebacker évoluant au niveau des universités. En 2008, la remise du prix est étendue aux joueurs évoluant au niveau des collèges (NCAA) et au sein de la NFL sous l'impulsion de la famille Butkus pour combattre l'usage d'anabolisants chez les plus jeunes sportifs.
Actuellement, deux joueurs ont obtenu le prix tant au niveau collège qu'au niveau universitaire soit les linebackers de Notre Dame, Manti Te'o (en 2008 et 2012) et Jaylon Smith (en 2012 et 2015).

## Palmares

### Collèges
| Années | Joueurs            | Écoles                                                               |
| ------ | ------------------ | -------------------------------------------------------------------- |
| 2008   | Manti Te'o         | Punahou School (Honolulu, Hawaii)                                    |
| 2009   | Jordan Hicks       | Lakota West High School (West Chester Township, Butler County, Ohio) |
| 2010   | Tony Steward       | Pedro Menendez High School (St. Augustine, Floride)                  |
| 2011   | Noor Davis         | Leesburg High School (Leesburg, Floride)                             |
| 2012   | Jaylon Smith       | Bishop Luers High School (Fort Wayne, Indiana)                       |
| 2013   | Raekwon McMillan   | Liberty County High School (Hinesville, Géorgie)                     |
| 2014   | Malik Jefferson    | Ralph H. Poteet High School (Mesquite, Texas)                        |
| 2015   | Caleb Kelly        | Clovis West High School (Fresno, Californie)                         |
| 2016   | Dylan Moses        | IMG Academy (Bradenton, Floride)                                     |
| 2017   | Solomon Tuliaupupu | Mater Dei High School (Santa Ana, Californie)                        |
| 2018   | Nakobe Dean        | Horn Lake High School (Horn Lake, Mississippi)                       |

### Universités
| Année | Joueur                  | Université                    |
| ----- | ----------------------- | ----------------------------- |
| 1985  | Brian Bosworth          | Sooners de l'Oklahoma         |
| 1986  | Brian Bosworth          | Sooners de l'Oklahoma         |
| 1987  | Paul McGowan            | Seminoles de Florida State    |
| 1988  | Derrick Thomas          | Crimson Tide de l'Alabama     |
| 1989  | Percy Snow              | Spartans de Michigan State    |
| 1990  | Alfred Williams         | Buffaloes du Colorado         |
| 1991  | Erick Anderson          | Wolverines du Michigan        |
| 1992  | Martin Jones            | Seminoles de Florida State    |
| 1993  | Trev Alberts            | Cornhuskers du Nebraska       |
| 1994  | Dana Howard             | Fighting Illini de l'Illinois |
| 1995  | Kevin Hardy             | Fighting Illini de l'Illinois |
| 1996  | Matt Russell            | Buffaloes du Colorado         |
| 1997  | Andy Katzenmoyer        | Buckeyes d'Ohio State         |
| 1998  | Chris Claiborne         | Trojans d'USC                 |
| 1999  | LaVar Arrington         | Nittany Lions de Penn State   |
| 2000  | Dan Morgan              | Hurricanes de Miami           |
| 2001  | Rocky Calmus            | Sooners de l'Oklahoma         |
| 2002  | E.J. Henderson          | Terrapins du Maryland         |
| 2003  | Teddy Lehman            | Sooners de l'Oklahoma         |
| 2004  | Derrick Johnson         | Aggies du Texas               |
| 2005  | Paul Posluszny          | Nittany Lions de Penn State   |
| 2006  | Patrick Willis          | Rebels d'Ole Miss             |
| 2007  | James Laurinaitis       | Buckeyes d'Ohio State         |
| 2008  | Aaron Curry             | Demon Deacons de Wake Forest  |
| 2009  | Rolando McClain         | Crimson Tide de l'Alabama     |
| 2010  | Von Miller              | Aggies du Texas               |
| 2011  | Luke Kuechly            | Eagles de Boston College      |
| 2012  | Manti Te'o              | Fighting Irish de Notre-Dame  |
| 2013  | C.J. Mosley             | Crimson Tide de l'Alabama     |
| 2014  | Eric Kendricks          | Bruins d'UCLA                 |
| 2015  | Jaylon Smith            | Fighting Irish de Notre-Dame  |
| 2016  | Reuben Foster           | Crimson Tide de l'Alabama     |
| 2017  | Roquan Smith            | Bulldogs de la Géorgie        |
| 2018  | Devin White             | Tigers de LSU                 |
| 2019  | Isaiah Simmons          | Tigers de Clemson             |
| 2020  | Jeremiah Owusu-Koramoah | Fighting Irish de Notre-Dame  |

### Professionnels
| Années | Joueurs           | Équipes                 |
| ------ | ----------------- | ----------------------- |
| 2008   | DeMarcus Ware     | Cowboys de Dallas       |
| 2009   | Patrick Willis    | 49ers de San Francisco  |
| 2010   | Clay Matthews III | Packers de Green Bay    |
| 2011   | Terrell Suggs     | Ravens de Baltimore     |
| 2011   | DeMarcus Ware     | Cowboys de Dallas       |
| 2012   | Von Miller        | Broncos de Denver       |
| 2013   | NaVorro Bowman    | 49ers de San Francisco  |
| 2014   | Luke Kuechly      | Panthers de la Caroline |
| 2015   | Luke Kuechly      | Panthers de la Caroline |
| 2016   | Khalil Mack       | Raiders d'Oakland       |
| 2017   | Luke Kuechly      | Panthers de la Caroline |

## Statistiques par équipes

### Collèges
| Écoles                                | Nombre |
| ------------------------------------- | ------ |
| Punahou School                        | 1      |
| Lakota West High School               | 1      |
| Leesburg High School                  | 1      |
| Pedro Menendez High School            | 1      |
| Bishop Luers High School              | 1      |
| Ralph H. Poteet High School           | 1      |
| IMG Academy                           | 1      |
| Mater Dei High School (Santa Ana, CA) | 1      |
| Horn Lake High School                 | 1      |

### Universités
| Équipes                       | Nombre |
| ----------------------------- | ------ |
| Sooners de l'Oklahoma         | 4      |
| Crimson Tide de l'Alabama     | 4      |
| Fighting Irish de Notre Dame  | 3      |
| Buffaloes du Colorado         | 2      |
| Seminoles de Florida State    | 2      |
| Fighting Illini de l'Illinois | 2      |
| Buckeyes d'Ohio State         | 2      |
| Nittany Lions de Penn State   | 2      |
| Eagles de Boston College      | 1      |
| Tigers de Clemson             | 1      |
| Bulldogs de la Géorgie        | 1      |
| Tigers de LSU                 | 1      |
| Terrapins du Maryland         | 1      |
| Hurricanes de Miami           | 1      |
| Wolverines du Michigan        | 1      |
| Spartans de Michigan State    | 1      |
| Cornhuskers du Nebraska       | 1      |
| Rebels d'Ole Miss             | 1      |
| Longhorns du Texas            | 1      |
| Aggies du Texas               | 1      |
| Bruins d'UCLA                 | 1      |
| Trojans d'USC                 | 1      |
| Demon Deacons de Wake Forest  | 1      |

### Professionnels
| Équipes                 | Nombre |
| ----------------------- | ------ |
| Panthers de la Caroline | 3      |
| Cowboys de Dallas       | 2      |
| 49ers de San Francisco  | 2      |
| Broncos de Denver       | 1      |
| Packers de Green Bay    | 1      |
| Raiders d'Oakland       | 1      |
| Ravens de Baltimore     | 1      |